# الکساندر هال
الکساندر هال (انگلیسی: Alexander Hall؛ ۱۱ ژانویهٔ ۱۸۹۴ – ۳۰ ژوئیهٔ ۱۹۶۸) یک کارگردان، تئاتر هنرپیشه، و آهنگساز اهل ایالات متحده آمریکا بود.
وی برنده جوایزی همچون جایزه اسکار بهترین کارگردانی در [[چهاردهمین دوره جوایز اسکار‌]] شده است.

## بخشی از فیلمشناسی
- آقای جردن وارد می‌شود
- لوئیزا
- خانم مارکر کوچک
- خواهر من آیلین (فیلم ۱۹۴۲)
- روزی روزگاری (فیلم ۱۹۴۴)
- آن زن به او بد کرد
- نغمه شعله